# Глен Парк (Њујорк)
Глен Парк (енгл. Glen Park) град је у америчкој савезној држави Њујорк.

## Демографија
По попису из 2010. године број становника је 502, што је 15 (3,1%) становника више него 2000. године.
| Група             | 2000.       | 2010.       |
| Белци             | 470 (96,5%) | 482 (96,0%) |
| Афроамериканци    | 1 (0,2%)    | 5 (1,0%)    |
| Азијати           | 2 (0,4%)    | 1 (0,2%)    |
| Хиспаноамериканци | 6 (1,2%)    | 5 (1,0%)    |
| Укупно            | 487         | 502         |